# Хаиме Пенедо
Хаиме Пенедо (шп. Jaime Manuel Penedo Cano; 26. септембар 1981) панамски је фудбалер, игра на позицији голмана.

## Каријера
Пенедо је започео фудбалску каријеру у Естудијантес де Панами, дебитовао је 2000. године. Још је играо у Панами за Пласу Амадор и Арабе Унидо. У својој првој сезони са Арабе Унидоом, Пенедо је помогао да освоје апертуру и клаусуру. У лето 2005. прешао је у италијански клуб Каљари, али није заиграо ниједну утакмицу. Следеће сезоне, преселио се у Шпанију где је играо за Осасунин Б тим у Сегунди. Након једне сезоне у Шпанији, Пенедо се вратио у Централну Америку и потписао за Мунисипал из Гватемале. Током боравка у том клубу освојио је четири пута првенство.
Дана 5. августа 2013. године, потписао је за амерички ЛА Галакси. Дебитовао је 7. августа 2013. године у предсезонској пријатељској утакмици против Милана. Од 2016. године брани за екипу Динама из Букурешта.

## Репрезентација
Дебитовао је 2003. године за репрезентацију Панаме у мечу против Кубе. Панама је успела први пут да избори директан пласман на Светско првенство 2018, победом над Костариком од 2:1. Био је уврштен у састав Панаме и бранио је на Светском првенству у Русији 2018. године.

## Трофеји
Арабе Унидо
- Првенство Панаме (2): Апертура 2004, Клаусура 2004.

 Мунисипал
- Првенство Гватемале (4): Клаусура 2008, Апертура 2009, Клаусура 2010, Апертура 2011.

 ФК Лос Анђелес галакси
- Шампион МЛС (1): 2014.

 Динамо Букурешт
- Победник Купа Румуније (1): 2016/17.

 Панама
- Победник Централноамеричког купа (1): 2009.
- Најбољи голман КОНКАКАФ златног купа (2): 2005, 2013.